# 桂宮節仁親王
桂宮 節仁親王（かつらのみや みさひとしんのう、天保4年十一月初一（1833年12月11日）- 天保7年三月初五（1836年4月20日））為日本江戶時代後期的皇族。桂宮家第11代當主。仁孝天皇名义上的第6皇子。生母或许是新待賢門院藤原雅子。幼名幹宮（もとのみや）。
天保6年（1835年）依父帝仁孝天皇之命，繼承沒有後嗣的桂宮家。天保7年（1836年）3月4日得到親王宣下，並被命名為節仁，但卻在翌日（實際上是同日）薨亡，得年4歳。法名如意寶院。正親町雅子当时因家庭背景实力雄厚，在后宫中有一定地位， 其所生的名义上的皇子出继已经绝嗣的宫家， 而不是另拟宫号，给人的感觉更像是被贬。
| 前任： 盛仁親王 | 桂宮家第11代當主 1835年－1836年4月20日 | 繼任： 淑子內親王 |